# Burczybas
Burczybas – ludowy instrument muzyczny z Kaszub; rodzaj bębna z grupy membranofonów pocieranych. Zazwyczaj ma formę drewnianej beczki, w której jedno z den zastąpione jest skórzaną membraną; pośrodku membrany zamocowany jest kosmyk włosia z końskiego ogona. Dawniej wykorzystywany do celów obrzędowych (np. do wypędzania złych mocy), podczas adwentu, noworocznego kolędowania, świąt Bożego Narodzenia,
Nowego Roku oraz Trzech Króli; współcześnie stosowany jest przede wszystkim podczas występów estradowych, do akompaniamentu kapeli. Jest jednym z symboli muzycznej tożsamości regionalnej Kaszubów.

## Nazwa

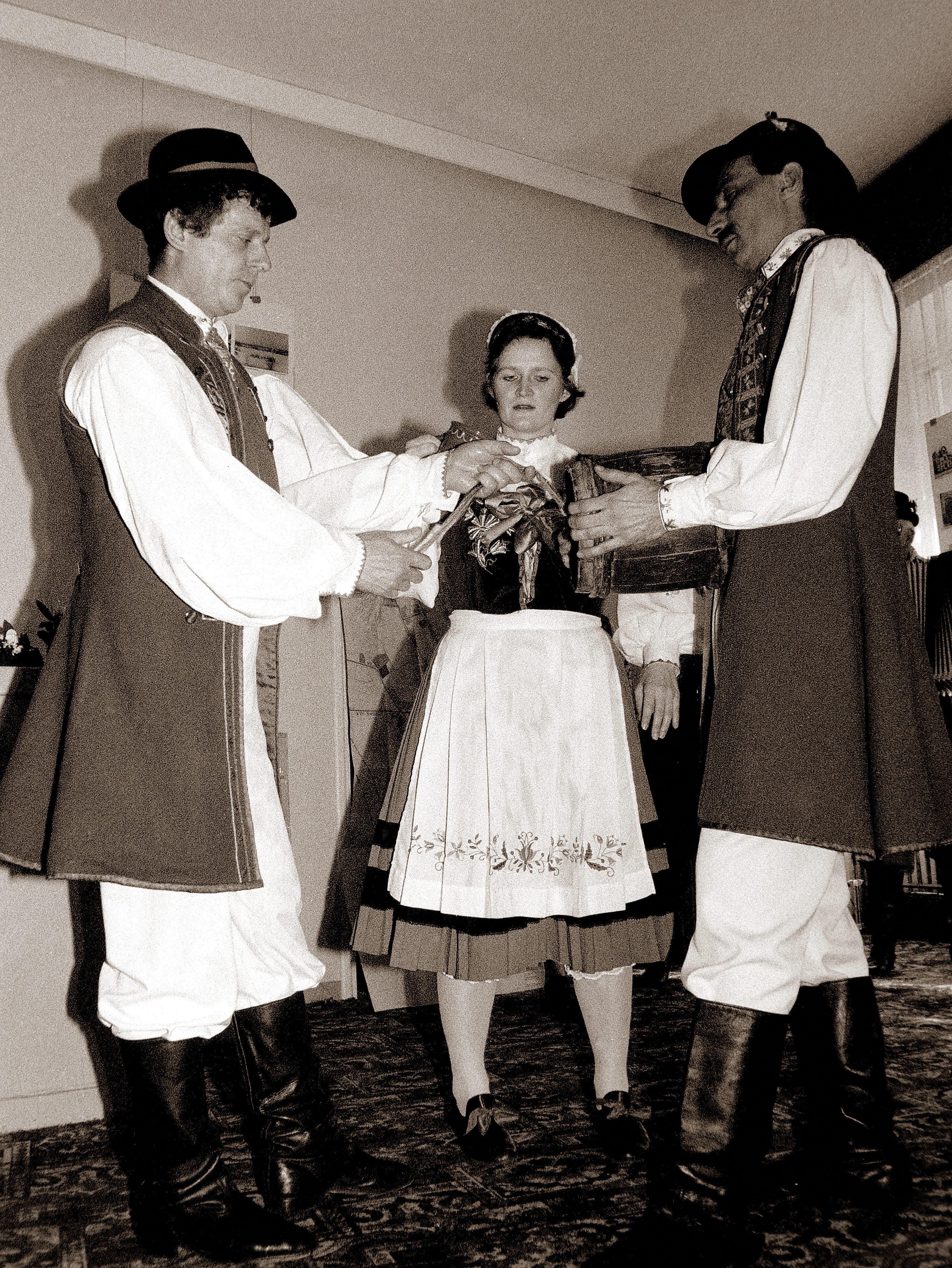
Kapela z Kaszub z burczybasem, ze zbiorów Muzeum Kaszubskiego w Kartuzach

Znany jest pod różnymi nazwami. Na Pomorzu i Kaszubach – burczybas, brumbas, bąk, buk, brantop, brumtop, bembas, bùrczibas, brzãczadło, brzãczëdło, brzãczk lub mrëczk, na Warmii – huk, na Podkarpaciu – masiura, w Niemczech – Brummtopf, na Ukrainie – бугай (bugaj), w Czechach – bulál, bukač, w Austrii – Büllhäfen, w Rumunii – buhaiň.

## Budowa i zasada działania

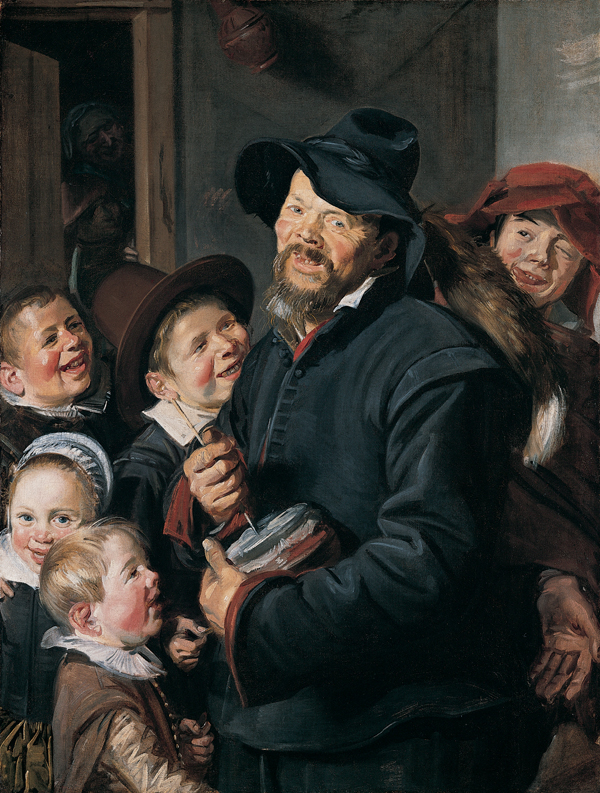
Mężczyzna grający na burczybasie na obrazie Rommelpocista (1620) Fransa Halsa

Burczybas należy do membranofonów z rodziny bębnów pocieranych. Jego korpus ma formę beczułki; wykonany jest z drewna, blachy lub gliny. Czasami jest zdobiony i różnobarwnie malowany. Na obwód jednego z den korpusy naciągnięta jest membrana ze skóry cielęcej lub koziej. Czasami funkcję membrany pełni denko z cienkiego drewna. Do membrany przytwierdzony jest pęk końskiego włosia, gruby sznur lub łańcuch. W krajach zachodnio- i południowoeuropejskich membrana sporządzana jest z krowiego lub świńskiego pęcherza, a zamiast końskiego włosia używa się drewnianego pręta.
W alternatywnej konstrukcji zamiast, lub razem z pękiem końskiego włosia stosuje się metalowy łańcuch ogniwowy przewleczony przez metalowe kółko zamocowane pośrodku denka.
Do obsługi instrumentu potrzeba co najmniej dwóch osób: jedna trzyma korpus, a druga przeciąga zaciśniętymi palcami obu dłoni na przemian po natartym kalafonią kosmyku. Nieregularne wibracje ślizgających się po pęku włosia dłoni przenoszone są na membranę, która rezonuje emitując głuche, brzęczące dźwięki o nieokreślonej wysokości. Do wnętrza burczybasu wrzuca się czasami drobne przedmioty (np. suche nasiona grochu) lub napełnia się go wodą, co wzbogaca brzmienie i wzmacnia siłę dźwięku. Podczas gry, co jakiś czas włosie polewa się wodą, a dłonie zwilża.
Burczybas w zastosowaniach muzycznych pełni funkcję rytmiczną.

## Historia

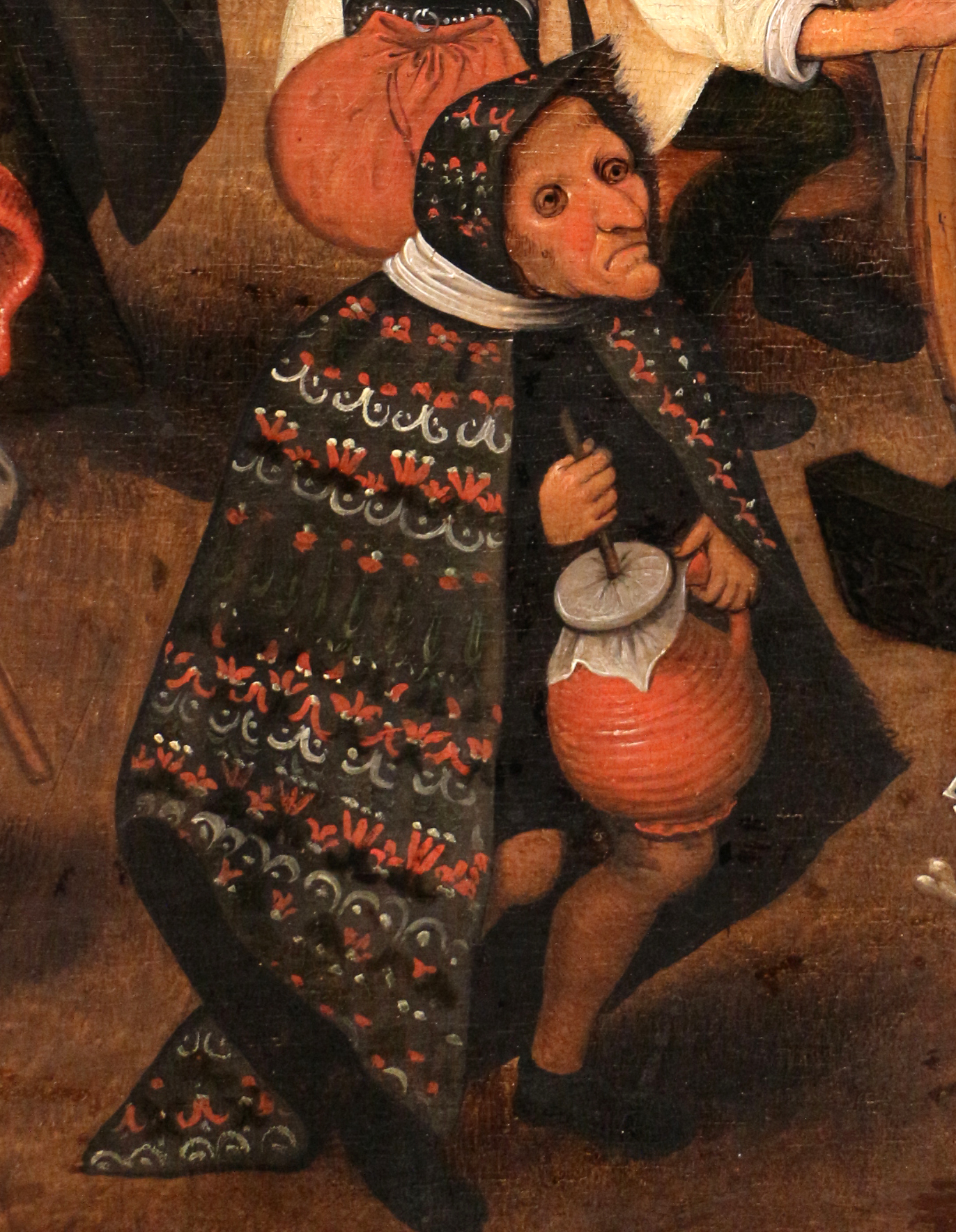
Kobieta z burczybasem na obrazie Walka karnawału z postem (1559) Pietera Bruegela

Bębny pocierane wyposażone w sznur lub pręt przechodzący przez otwór w środku membrany obecne były w różnych miejscach świata od czasów prehistorycznych. Służyły celom apotropeicznym.
W zachodniej Europie burczybas znany był co najmniej od późnego średniowiecza. Używany był w celach obrzędowych głównie podczas adwentu, noworocznego kolędowania, świąt Bożego Narodzenia,
Nowego Roku oraz Trzech Króli.
W XIX wieku znany był na terenie Prus Wschodnich i na Pomorzu Gdańskim. W XX stuleciu używano go niekiedy w ludowej obrzędowości na Kaszubach, Kociewiu, ziemi chełmińskiej czy ziemi malborskiej.
Współcześnie ma zastosowanie w praktyce muzycznej związanej z folkloryzmem i popularyzacją kultury ludowej. Włączony jest w instrumentarium ludowych kapel regionalnych m.in. na Kaszubach, Warmii, Mazurach i Żywiecczyźnie. Burczybas jest jednym z symboli muzycznej tożsamości regionalnej Kaszubów. Wykonują go m.in. Augustyn Mielewczyk i jego syn Mieczysław Mielewczyk z Kartuz oraz Jerzy Walkusz z Hopowa.